# Lila Yolanda Andrade
Pour les articles homonymes, voir Andrade.
Lila Yolanda Andrade Rueda (Mexico, 1923 - Mexico, 3 novembre 2015) est une professeure et femme de lettres mexicaine.
Elle étudie la littérature espagnole à l'Université nationale autonome du Mexique, et elle est l'une des fondateurs de la Société Générale des Écrivains Mexicains (SOGEM). Elle travaille surtout comme scénariste.

## Œuvre
- 1982 : El sabor de las aves
- 2011 : La infamia contra la mujer a través de los siglos

Scénarii
- 1967 : Adriana
- 1969 : Tú eres mi destino
- 1986 : Herencia maldita
- 1989 : Lo blanco y lo negro
- 1995 : Bajo un mismo rostro
- 1996 : Bendita mentira
- 1997 : Mujer, casos de la vida real